# Logic Pro
Logic Pro là một máy trạm âm thanh kỹ thuật số độc quyền trên macOS, iPadOS do Apple Inc phát triển và phát hành.

## Tính năng chính

### Công cụ, phần mềm
Logic Pro cung cấp phần mềm, công cụ, hiệu ứng âm thanh, VST và phương tiện ghi âm để sản xuất âm nhạc. Apple Loops - vòng lặp nhạc cụ miễn phí bản quyền, được ghi lại chuyên nghiệp. Logic Pro và Express từng chia sẻ nhiều chức năng và cùng một giao diện.

### Hiệu ứng âm thanh
Hiệu ứng âm thanh bao gồm trình giả lập bàn đạp amp và guitar, hiệu ứng trễ, hiệu ứng biến dạng, bộ xử lý động, bộ lọc cân bằng, hiệu ứng bộ lọc, bộ xử lý hình ảnh, công cụ đo sáng, hiệu ứng điều chế, hiệu ứng cao độ và hiệu ứng hồi âm.

### Các công cụ phần mềm có trong Logic Pro X bao gồm:
Drum Kit Designer, Drum Machine Designer,, ES, ES2, EFM1, ES E, ES M, ES P, EVOC 20 PolySynth, Bộ lấy mẫu, Bộ lấy mẫu nhanh, Bộ tạo trình tự bước, Klopfgeist, Retro Synth, Sculpture, Ultrabeat, Vintage B3, Vintage Clav, Đàn Piano Điện Cổ Điển.
Những nhạc cụ này tạo ra âm thanh theo nhiều cách khác nhau, thông qua tổng hợp trừ (ES, ES2, ES E, ES M, ES P, Retro Synth), tổng hợp điều chế tần số (EFM1), tổng hợp wavetable (ES2, Retro Synth), mã hóa (EVOC 20 PolySynth) ), lấy mẫu (Sampler, Quick Sampler, Drum Kit Designer) và các kỹ thuật tạo mô hình thành phần (Ultrabeat, Vintage B3, Vintage Clav và Vintage Electric Piano, Sculpture)